# Хамец
Хаме́ц (ивр. חָמֵץ‎) в иудаизме — любое мучное блюдо, в том числе хлеб, при приготовлении которого в тесте произошёл процесс брожения. Этот процесс происходит естественным образом при смешивании муки с водой, для его ускорения у пекарей принято добавлять к тесту закваску из выдержанного теста, уже успевшего основательно прокиснуть (называемую на иврите сеор). В Торе записан запрет на употребление в пищу хамец и сеор в течение всех дней праздника Песах, а также предписано «устранить квасное из домов ваших», то есть в это время еврею запрещено держать в своём жилище хамец.
В Торе разъяснён запрет употребления хамеца в Песах тем, что исход из Египта был поспешным и нельзя было ждать, пока взойдёт тесто, поэтому испекли хлеб из невзошедшего теста.
Примеры квасного:
- Пять злаков: пшеница, ячмень, рожь, овёс, полба, а также их производные, которые входили в контакт с водой или другими жидкостями, должны рассматриваться как хамец, поскольку в них может начаться брожение[2].
- Мучные продукты: лапша из злаковой муки, вермишель, овсянка, хлеб, торты, печенье, пирожные, даже маца и блюда из мацы, не приготовленные специально для Песаха.
- Продукты из злаковых: пищевые хлопья, сделанные из вышеперечисленных злаков, воздушные пшеничные зёрна, толчёная пшеница.
- Солодовые продукты: все солодовые и дрожжевые продукты, овощные экстракты, горчица и другие приправы.
- Напитки: пшеничная водка, пиво, виски и другие алкогольные напитки, солодовый уксус и маринованные продукты, содержащие солодовый уксус, фруктовые эссенции, глюкозу.

В отличие от запрещённого законом Торы хамеца, в различных еврейских общинах сложились различные обычаи в отношении бобовых. Так, со Средних веков из-за технологических особенностей хранения урожая ашкеназы не употребляют в пищу так называемые китнийо́т — продукты, содержащие бобовые, рис, а также похожие на них продукты, например, арахис. Евреи из восточных общин употребляют рис и бобовые в Песах.
Маймонид в «Морэ невухим» предполагал, что запрет на употребление хамеца в храмовых жертвоприношениях связан с тем, что идолопоклонники в аналогичных ритуалах пользуются именно хамецем. Таким образом, цель запрета хамеца — сделать еврейское храмовое служение отличным от других.
Некоторые исследователи предполагали, что запрет хамеца связан с тенденцией представить в Храме обычаи древности как идеальные, обладающие святостью и противопоставить их обычаям, привнесённым цивилизацией. Маца как пропитание кочевников, согласно этой гипотезе, предшествует хлебу-хамецу — еде земледельцев, живущих оседлой жизнью. Она напоминает об Исходе из Египта и о том служении в пустыне, которому не было равных в еврейской истории по уровню близости народа к Богу и который воспроизводится в храмовом культе.
Существует также мнение, что первоначально запрет хамеца касался лишь пасхальной жертвы, воспроизводящей атмосферу бегства из Египта, а впоследствии запрет использования хамеца распространился на другие жертвы.